# Ialovațk, Kamin-Kașîrskîi
Ialovațk (în ucraineană Яловацьк) este un sat în comuna Klitîțk din raionul Kamin-Kașîrskîi, regiunea Volînia, Ucraina.

## Demografie
Componența lingvistică a localității Ialovațk
     Ucraineană (99,65%)
     Alte limbi (0,35%)
Conform recensământului din 2001, majoritatea populației localității Ialovațk era vorbitoare de ucraineană (99,65%), existând în minoritate și vorbitori de alte limbi.